# لوتارو بايزا
لوتارو بايزا (بالإسبانية: Lautaro Baeza)‏ هو مدرب كرة قدم ولاعب كرة قدم أرجنتيني وتشيلي في مركز الدفاع، ولد في 17 فبراير 1990 في ميرلو في الأرجنتين. لعب مع فيليز سارسفيلد.

## وصلات خارجية
- لوتارو بايزا على موقع قاعدة بيانات كرة القدم.إي يو (الإنجليزية)
- لوتارو بايزا على موقع Soccerway.com (الإنجليزية)
- لوتارو بايزا على موقع عالم كرة القدم.نت (الإنجليزية)
- لوتارو بايزا على موقع AS.com (الإسبانية)